# قلعه دختر نصرآباد
قلعه دختر نصرآباد مربوط به دوره سلجوقیان است و در شهرستان خوسف، روستای نصرآباد واقع شده و این اثر در تاریخ ۲۳ شهریور ۱۳۸۲ با شمارهٔ ثبت ۱۰۱۹۴ به‌عنوان یکی از آثار ملی ایران به ثبت رسیده‌است.